# Episodi di Adventure Inc.
La prima ed unica stagione della serie televisiva Adventure Inc., composta da 22 episodi, è stata trasmessa contemporaneamente negli Stati Uniti e in Canada rispettivamente dal canale statunitense Syndication e dal canale canadese Global dal 30 settembre 2002 al 12 maggio 2003.

In Italia la serie è stata trasmessa in prima visione in chiaro da Italia 1 dal 5 giugno 2005.
| nº | Titolo originale                  | Titolo italiano              | Prima TV USA      | Prima TV Italia |
| -- | --------------------------------- | ---------------------------- | ----------------- | --------------- |
| 1  | Bride of the Sun                  | La città del sole            | 30 settembre 2002 | 5 giugno 2005   |
| 2  | Memento Mori                      | Memento Mori                 | 7 ottobre 2002    |                 |
| 3  | Beyond the Missing Link           | Gli immortali                | 14 ottobre 2002   |                 |
| 4  | Message from the Deep             | Messaggi dal profondo        | 21 ottobre 2002   |                 |
| 5  | Village of the Lost               | Il villaggio nel nulla       | 28 ottobre 2002   |                 |
| 6  | The Fate of the Liverpool Flyer   | Il naufragio                 | 4 novembre 2002   |                 |
| 7  | Curse of the Neptune              | La maledizione della Neptune | 11 novembre 2002  |                 |
| 8  | Magic of the Rain Forest          | Sequestro nella giungla      | 18 novembre 2002  |                 |
| 9  | Fatal Error                       | Missione su Marte            | 25 novembre 2002  |                 |
| 10 | Plague Ship of Val Verde          | Virus Mortale                | 20 gennaio 2003   |                 |
| 11 | Secret of the Sand                | La fortezza sepolta          | 27 gennaio 2003   |                 |
| 12 | Angel of St. Edmunds              | L'angelo protettore          | 27 gennaio 2003   |                 |
| 13 | Echoes of the Past                | La voce dal passato          | 3 febbraio 2003   |                 |
| 14 | Legacy of a Pirate                | L'eredità del pirata         | 10 febbraio 2003  |                 |
| 15 | Search for Arthur                 | Alla ricerca di re Artù      | 24 febbraio 2003  |                 |
| 16 | Wave of the Future                | Pericolo sommerso            | 3 marzo 2003      |                 |
| 17 | Spirit of the Mask                | Lo spirito della maschera    | 7 aprile 2003     |                 |
| 18 | The Man Who Wouldn't Be King      | La profezia                  | 14 aprile 2003    |                 |
| 19 | The Last Crusader of San Giovanni | L'ultimo crociato            | 21 aprile 2003    |                 |
| 20 | The Price of the Oracle           | Il viaggio di Ulisse         | 28 aprile 2003    |                 |
| 21 | Point of No Return                | Punto di non ritorno         | 5 maggio 2003     |                 |
| 22 | Trapped                           | In trappola                  | 12 maggio 2003    |                 |